# Іп Ман
Іп Ман (кит.: 葉問, 1 жовтня 1893 — 2 грудня 1972) — майстер китайських бойових мистецтв, представник стилю Він-Чунь. У 1950 — 1960-х роках в Гонконзі Іп Ман першим почав відкрите викладання кунг-фу Він-Чунь, яке до того часу залишалося клановим. В Європі і Америці відомий також як учитель Брюса Лі, що познайомив Західний світ з китайськими бойовими мистецтвами.

## Життєпис
Іп Ман народився 14 жовтня 1892 року в місті Фошань, в китайській провінції Гуандун, в аристократичній родині, але як молодший син він нічого не успадкував.
У дитинстві Іп Ман отримав чудову традиційну китайську освіту, частиною цієї освіти було вивчення бойових мистецтв. У шість років Іп Ман став учнем Чхан Васьоня (Чень Хуашуня), відомого майстра кунг-фу Він-Чунь, який вже на той час був літнім. Чхан Васьонь помер, коли Іп Ману було дванадцять років. Серед останніх прохань, з якими майстер звернувся до старшого учня, Нг Цзунгсоу (У Чунсі), був наказ продовжити навчання Іп Мана. Таким чином Нг Цзунсоу став другим учителем Іп Мана.
У 1908 році у віці п'ятнадцяти років Іп Ман був відправлений в Гонконг для отримання більш сучасної освіти в коледжі Святого Стефана. У Гонконзі він незабаром познайомився з Льон Биком (Лян Бі), сином і учнем майстра Льон Цзаня (Лян Цзаня), вчителя Чхан Васьоня. Іп Ман став учнем Льон Бика і таким чином отримав можливість продовжити вивчення кунг-фу Він-Чунь все тієї ж гілки, але трохи в іншій інтерпретації. Згодом Іп Ман говорив, що у Чхан Васьоня він отримав хорошу базу, а витончені прикладні техніки перейняв у Льон Бика.
Іп Ман повернувся в Фошань у віці двадцяти чотирьох років вже сформованим майстром бойових мистецтв. У наступні роки він неодноразово вступав в поєдинки з відомими бійцями і влаштовував спільні тренування для обміну досвідом в саду свого будинку. В результаті росли як майстерність Іп Мана, так і його популярність. Ман одружився з дівчиною на ім'я Цзьонг Вінгсінг (Чжан Юнчен), у них народилося двоє синів Іп Чунь та Іп Чин. У цей період життя у Іп Мана формально не було учнів, але він давав уроки кільком своїм родичам і колегам.
З початком у 1937 році Японо-китайської війни, рідне місто Іп Мана, Фошань, швидко опинилося під владою японських окупаційних сил. У нинішній ситуації Іп Ман вирішив уникати будь-якої співпраці, та й взагалі контактів з японською адміністрацією. В результаті він спочатку залишився без роботи, а потім і без засобів до існування. Один з друзів Іп Мана, власник бавовняної фабрики, періодично допомагав йому. Незважаючи на це, Іп Ман вирішив переїхати до Гонконгу.
Після закінчення Другої світової війни у 1945 році Іп Ман повернувся в Фошань з Гонконгу і знову продовжив службу в поліції. З початком громадянської війні він став на бік націоналістичної партії Гоміньдан, що формально правила Китайською Республікою, але фактично втрачала контроль над територією Китаю.
Після перемоги на континентальному Китаї Комуністичної партії, у 1949 році Іп Ман виїхав спочатку в Макао, а згодом до Гонконгу. Дружина Іп Мана і його діти залишилися в Китаї.
Опинившись в п'ятдесят шість років без засобів для існування і майже без зв'язків в чужій країні, Іп Ман вирішив порушити кланову традицію передачі майстерності Вин-Чунь і став відкрито навчати цьому мистецтву за плату. Його підхід, втім, був далекий від сучасного комерційного підходу до викладання бойових мистецтв. За свідченням свого сина, ні разу в житті майстер не давав рекламного оголошення; як правило він навіть не вішав вивіски, яка стверджувала, що він навчає бойовому мистецтву. Майбутні учні знаходили його самі. Іп Ман, не даючи публічних обіцянок навчити будь-кого, зберігав за собою право вибору: прийняти людину в учні чи ні. «Правда, що учневі важко знайти хорошого вчителя, але ще важче вчителю знайти хорошого учня», — говорив Іп Ман.
Незважаючи на те, що Іп Ман почав відкрито викладати Вин-Чунь швидше під тиском обставин, поступово поширення і пропаганда кунг-фу стали справою його життя. Учні Іп Мана швидко забезпечили Він-Чунь славу в Гонконзі, а до початку 70-х років XX століття цей стиль вже викладався в Америці, Європі і Австралії. Іп Ман ніколи не претендував на те, що він є главою якої-небудь школи, і його учні, що пройшли повний курс підготовки, починали викладати Він-Чунь від свого власного імені.
У 1962 році сини Іп Мана Іп Чин та Іп Чунь перебралися з Китаю в Гонконг і теж стали його учнями. Лише в останні кілька років життя Іп Ман перестав вести групові заняття, при цьому продовжуючи давати персональні уроки в своєму будинку. У 1972 році у нього був виявлений рак гортані, 1 грудня 1972 року Іп Ман помер. Бажаючи зберегти систему Він-Чунь і передати її майбутнім поколінням учнів, за кілька тижнів до смерті Іп Ман записав своє виконання основних форм на кіноплівку.

## Внесок в розвиток бойових мистецтв
Відомо, що Іп Ман все своє життя модифікував і розвивав техніку Він-Чунь, але тут його особистий внесок визначити важко — в першу чергу тому, що багато хто з його учнів і далі продовжували видозмінювати техніку, в результаті практично неможливо знайти «чистий» Він-Чунь Іп Мана; тим більше неможливо знайти для порівняння зразок кунг-фу його вчителів. В цілому Іп Ман все ж викладав традиційний Він-Чунь і ніколи не претендував на створення власного стилю.
Якщо ж Іп Мана називають іноді засновником сучасного Він-Чунь, то це в першу чергу пов'язано з його внеском у теорію і методологію цього виду бойового мистецтва. На сьогоднішній день Вин-Чунь відомий як компактний і раціональний стиль: замість заучування незрозумілих рухів учня з самого початку пропонується невеликий набір принципів, виходячи з яких він надалі може оцінювати правильність виконання і придатність тих чи інших технічних дій. При цьому теорія Він-Чунь формулюється в раціональних термінах, таких як «центральна лінія», «відхід з лінії атаки», і так далі. Але на початку XX століття в Він-Чунь, як і в інших стилях китайського кунг-фу, панувала езотерична термінологія, було присутнє також і наслідування звичкам тварин. Іп Ман надав системі Він-Чунь її сучасну стрункість і практично очистив методику викладання цього стилю від релігійно — містичних і тваринних елементів, ніби передбачаючи, що наступні покоління практикуючих Він-Чунь не будуть знайомі ні з традиційними релігіями Китаю, ні з повадками представників місцевої фауни.
Незадовго до смерті Іп Ман вирішив створити асоціацію, здатну об'єднати його численних учнів. Сьогодні такий крок може здатися природним, проте в 1967 його «Атлетична асоціація Він-Чунь» стала першою офіційно зареєстрованою в Гонконзі організацією, що ставить своїми завданнями поширення і розвиток бойового мистецтва. Асоціація давно перетворилася в міжнародну.

## Образ в кіно

Рекламний плакат фільму «Іп Ман».

До 2008 року в кіно Іп Ман виникав лише як персонаж другого плану у фільмах про Брюса Лі, в одному з них роль майстра виконував його син Іп Чунь.
В кінці 2008 року вийшов знятий в жанрі драми фільм «Іп Ман» (або «Є Вєнь»), що розповідає про життя майстра в роки окупації Китаю японськими військами[джерело?]. Роль Іп Мана виконує актор Донні Єн.
У сюжеті фільму було використано деякі реальні події з життя Іп Мана, а демонстрована техніка бою відповідає гонконгській гілці кунг-фу Він-Чунь. Проте, фільм не можна вважати біографічним. Слід зазначити, що значна частина подій не відбувалися в реальності. Головний герой, як і його історичний прообраз, намагається уникати контактів з японськими окупаційними силами, проте це йому не вдається, і в підсумку він стає місцевим символом народного опору. Рятуючись від переслідування з боку японської адміністрації його рідного міста, герой фільму біжить в Гонконг разом з дружиною і сином.
Таке трактування від'їзду Іп Мана з континентального Китаю не відповідає його реальній біографії ні за датами, ні по суті. Сьогодні, коли історичні заслуги Іп Мана визнані на його батьківщині, цілком зрозуміле бажання творців фільму не акцентувати увагу на тому, що майстер фактично знаходився в опозиції до чинного в КНР режиму.
У 2010 році вийшло продовження фільму про Іп Мане — Іп Ман 2, що розповідає про життя майстра в Гонконзі. Друга частина набагато сильніше відрізняється від реальної біографії вчителя, ніж перша. Тепер уже Іп Ман уособлює захисника честі Китайських єдиноборств перед англійським боксом, що остаточно переводить жанр фільму в псевдобіографічний. В кінці фільму показали хлопчика, який був Брюсом Лі, він почав займатися у майстри з 16-річного віку. У цьому ж році вийшов ще один фільм під назвою «Іп Ман — народження легенди». У цьому фільмі розповідається про дитинство Майстра і його навчанні кунг-фу.
У 2013 році вийшов фільм Вонга Карвая «Великий майстер», в якому роль Іп Мана зіграв Тоні Люн Чу Вай. Також, у 2013 році вийшов фільм «Іп Ман: Остання сутичка». Існує 50-серійний серіал, присвячений Іп Ману. У головній ролі знявся Кевін Чен. У 2016 році вийшов фільм «Іп Ман 3» за участю Майка Тайсона.
У 2019 вийшов останній фільм серії Іп Ман 4 за участю Скотта Едкінса